# Re: 醒轉
《Re: 醒轉》是自2017年10月20日起至同年12月29日止每週五凌晨1:00至1:30間於日本東京電視台播映的密室懸疑電視劇，由女子偶像團體櫸坂46的團內分隊平假名櫸坂46成員擔綱主演。本劇於2017年10月13日起在影音串流平台Netflix先行播映。

## 概要
本劇為東京電視台「週四電視劇25」（即週五凌晨一點）的第三部作品，同時也是平假名櫸坂46首次演出的電視劇。
在本劇的初始企畫中，製作方原先屬意由平假名櫸坂46的成員井口眞緒、潮紗理菜、柿崎芽實、影山優佳、加藤史帆、齊藤京子、佐佐木久美、佐佐木美玲、高瀨愛奈、高本彩花、長濱禰留與東村芽依等12名成員共同演出，及後長濱禰留因不再兼任平假名櫸坂46成員而辭演，劇組遂自平假名櫸坂46二期成員金村美玖、河田陽菜、小坂菜緒、富田鈴花、丹生明里、濱岸日和、松田好花、宮田愛萌與渡邊美穂等9人中以試鏡方式甄選其中一人作替代，最終決定由渡邊美穂擔綱原由長濱禰留飾演的角色。
本劇拍攝作業於2017年9月間展開。

## 劇情概要
某日，11名女高中生於一間置有一張大型餐桌的房間內甦醒。她們隨後注意到自己的雙腳遭到腳鐐固定，因而無法逃出房間；為了釐清她們究竟為什麼會被關在這裡、又是誰囚禁她們等疑問，這11人開始回溯記憶……

## 登場人物
平假名櫸坂46成員在本劇中的所有角色皆以本名命名。
井口眞緒（いぐち まお）
井口眞緒飾
潮紗理菜（うしお さりな）
潮紗理菜飾
柿崎芽實（かきざき めみ）
柿崎芽實飾
影山優佳（かげやま ゆうか）
影山優佳飾
加藤史帆（かとう しほ）
加藤史帆飾
齊藤京子（さいとう きょうこ）
齊藤京子飾
佐佐木久美（佐々木久美，ささき くみ）
佐佐木久美飾
佐佐木美玲（佐々木美玲，ささき みれい）
佐佐木美玲飾
高瀨愛奈（たかせ まな）
高瀨愛奈飾
高本彩花（たかもと あやか）
高本彩花飾
東村芽依（ひがしむら めい）
東村芽依飾
渡邊美穂（わたなべ みほ）
渡邊美穂飾
事件發生前三個月失蹤的同級生。
林友幸（はやし ともゆき）
宮川一郎太飾
學校老師。
岡崎隼也（おかざき じゅんや）
柾木玲彌飾
醫生。渡邊美穗的前男友，加藤史帆的現任男友。
僅於特別篇的登場人物
金村美玖（かねむら みく）
金村美玖飾
河田陽菜（かわた ひな）
河田陽菜飾
小坂菜緒（こさか なお）
小坂菜緒飾
富田鈴花（とみた すずか）
富田鈴花飾
丹生明里（にぶ あかり）
丹生明里飾
濱岸日和（濱岸ひより，はまぎし ひより）
濱岸日和飾
松田好花（まつだ このか）
松田好花飾
宮田愛萌（みやた まなも）
宮田愛萌飾

## 播映日期
電視播映
| 播映日期                  | 播映時間                     | 播映電視台   | 播映地區   | 備註                                             |
| ------------------------- | ---------------------------- | ------------ | ---------- | ------------------------------------------------ |
| 2017年10月20日 - 12月29日 | 週五 1:00 - 1:30（週四深夜） | 東京電視台   | 關東廣域圈 | 於2017年12月29日1:30至2:30連續播出第11集與最終集 |
| 2017年10月24日 -          | 週二 23:00 - 23:30           | BS JAPAN     | 日本全國   |                                                  |
| 2017年11月3日 -           | 週五 1:35 - 2:05（週四深夜） | 和歌山電視台 | 和歌山縣   |                                                  |

網路播映
|  | Netflix | 較電視首映提前一週播映 |

## 播映日程
| 集數   | 播映日   | 編劇       | 導演     |
| ------ | -------- | ---------- | -------- |
| 第1集  | 10月20日 | 室岡吉見子 | 内片輝   |
| 第2集  | 10月27日 | 保坂大輔   | 内片輝   |
| 第3集  | 11月03日 | 田中洋史   | 内片輝   |
| 第4集  | 11月10日 | 室岡吉見子 | 石田雄介 |
| 第5集  | 11月17日 | 田中洋史   | 石田雄介 |
| 第6集  | 11月24日 | 田中洋史   | 石田雄介 |
| 第7集  | 12月01日 | 保坂大輔   | 頃安祐良 |
| 第8集  | 12月08日 | 室岡吉見子 | 頃安祐良 |
| 第9集  | 12月15日 | 保坂大輔   | 古川豪   |
| 第10集 | 12月22日 | 田中洋史   | 古川豪   |
| 第11集 | 12月29日 | 保坂大輔   | 石田雄介 |
| 第12集 | 12月29日 | 室岡吉見子 | 石田雄介 |

| 集數   | 播映日     | 編劇     | 導演     |
| ------ | ---------- | -------- | -------- |
| 特別編 | 12月29日 - | 田中洋史 | 池田千尋 |

## 外部連結
- 東京電視台官網（页面存档备份，存于）
- Re: 醒轉的X（前Twitter）（2017年8月29日 - ）

| 東京電視台 週四電視劇25 | 東京電視台 週四電視劇25        | 東京電視台 週四電視劇25 |
| ----------------------- | ------------------------------ | ----------------------- |
|                         | Re:Mind （2016.10.20 - 12.29） |                         |
| 摸魚上班族飴谷甘太朗    | 路人超能100                    |                         |